# Borzęcino (gmina Barwice)
Borzęcino (niem. Borntin) – osada w północno-zachodniej Polsce, położona w województwie zachodniopomorskim, w powiecie szczecineckim, w gminie Barwice, nad strugą Brzeźniczką.
Średniowieczna wieś, lenno rodu von Zastrow (od XVI do XVIII w.). Ostatnim właścicielem była rodzina Snethlage.
W latach 1975–1998 miejscowość położona była w województwie koszalińskim.